# A 5a Roată La Căruță
A 5a Roată La Căruță este cel de-al treilea album solo al rapperului Maximilian, produs și înregistrat la Okapi Sound Studio. Cele 14 piese includ colaborări cu Spike, Valentin Câmpeanu, Angeles, MefX, Nane, Șatra B.E.N.Z., Grasu XXL și Zhao, precum și trei conversații telefonice cu familia (Intro, Interludiu și Outro). De mixaj și masterizare s-au ocupat Cristi Dobrică și Grasu XXL.

## Lista cântecelor
| Nr. | Titlu                                                          | Lungime |  |
| 1.  | „Intro”                                                        |         |  |
| 2.  | „A 5a Roată la Căruță” (împreună cu Valentin Câmpeanu)         |         |  |
| 3.  | „Am Nevoie De Un Hit” (împreună cu Spike și Valentin Câmpeanu) |         |  |
| 4.  | „Italia '04” (împreună cu Angeles)                             |         |  |
| 5.  | „Vorbe Despre Tine” (împreună cu MefX și Nane)                 |         |  |
| 6.  | „Blonde, Brunete (Tot Felu' De Fete)”                          |         |  |
| 7.  | „Dulce Românie” (împreună cu DJ Oldskull)                      |         |  |
| 8.  | „Mi se pare normal”                                            |         |  |
| 9.  | „Interludiu”                                                   |         |  |
| 10. | „Doina” (împreună cu Șatra B.E.N.Z. și Grasu XXL)              |         |  |
| 11. | „Nu Mai Spune”                                                 |         |  |
| 12. | „Câteva Gânduri” (împreună cu Angeles)                         |         |  |
| 13. | „Vreau Să Am (PHVNE Remix)” (împreună cu Zhao)                 |         |  |
| 14. | „Outro”                                                        |         |  |